# Associação Presença Feminina
A Associação Presença Feminina - FEM é uma organização não governamental portuguesa dedicada à defesa dos direitos, promoção e dignificação das mulheres, fundada em 1995 e sediada no Funchal. É uma organização sem fins lucrativos, com o estatuto de Instituição Particular de Solidariedade Social, reconhecida como pessoa coletiva de utilidade pública.
A associação foi fundada a 23 de novembro de 1995, tendo por principal finalidade a defesa dos direitos, a promoção e dignificação das mulheres, com particular ênfase no apoio às vítimas de violência doméstica, fazendo parte da larga rede de apoio que opera em Portugal na proteção e encaminhamento às vítimas de violência doméstica.
A associação é liderada por Helena Pestana, professora, estando sediada no Bairro de Santo Amaro, em Santo António, no Funchal. Está presente em vários órgãos, entre os quais o Conselho para a Igualdade da Câmara Municipal do Funchal e a Comissão Regional para a Igualdade no Trabalho e no Emprego.

## Atividade
A Presença Feminina recebeu 1 340 vítimas de violência doméstica desde o ano 2000, sendo 2017 o ano em que a instituição realizou mais atendimentos em apoio psicológico. Entre janeiro e novembro de 2017, a Presença Feminina registou 822 atendimentos relativos à prática de violência doméstica, que vão desde o apoio psicológico, até ao social e jurídico. A maioria desses atendimentos, 371), diz respeito ao apoio psicológico. Até novembro de 2017 a Presença Feminina recebeu 111 pessoas, das quais 59 eram novas vítimas de violência doméstica. No mesmo período, a associação realizou ainda 81 atendimentos de apoio jurídico, e 77 de apoio social. Tem ainda desenvolvido um trabalho considerado exemplar no apoio às famílias que vivem nos bairros sociais da Nogueira e Santo Amaro, na Ilha da Madeira.
A instituição mantém e gere uma casa de abrigo destinada às mulheres vítimas de maus tratos e de violência doméstica, assim como os seus filhos menores, em situação de perigo e sem alternativa habitacional.
O Governo Regional da Madeira apoia a instituição com uma comparticipação mensal de 9 500 euros. Em novembro de 2017 a secretária regional da Inclusão e Assuntos Sociais, Rita Andrade, anunciou um reforço de vinte mil euros para suprir necessidades pontuais de pagamento de bens e serviços, em particular relacionadas às mães que estão em situação de abrigo e que têm a seu cargo crianças que precisam de apoios ao nível do transporte escolar.
A 10 de junho de 2024, foi agraciada com o grau de Membro Honorário da Ordem do Mérito.

### África
A Presença Feminina mantém protocolos na Guiné-Bissau com a Companhia Missionária do Coração de Jesus, que mantém a escola de São Paulo, no bairro do mesmo nome em Bissau, capital do país, e com a Associação de Misericórdia e Socorro Portugal África, localizada em Bissorã, e com a associação ‘Bolama no Coração’, sediada na Ilha de Bolama. Possui ainda vínculos com outros países da Comunidade dos Países de Língua Portuguesa, como Angola e Moçambique.